# Magyar teniszbajnokság
A magyar teniszbajnokság egy évente megrendezésre kerülő sportesemény a hazai teniszezők számára, melynek győztesei a magyar bajnoki címet nyerik el. A bajnokságot a Magyar Tenisz Szövetség írja ki és rendezi meg. Jelenlegi versenyszámok: férfi egyéni, női egyéni, férfi páros és női páros, tehát évente négy bajnoki címet osztanak ki.

## Története
Az első magyar bajnokságot 1894-ben rendezték, ekkor még csak férfi egyéni verseny volt (melyet azonban egy hölgy, gróf Pálffy Paulina nyert meg). Női egyéniben 1908, férfi párosban, női párosban és vegyes párosban 1909 óta avatnak bajnokot. 1915 és 1919 között, valamint 1941-ben nem rendeztek bajnokságot, illetve férfi párosban és vegyes párosban 1920-ban, női párosban 1920 és 1927 között nem volt bajnokság. Vegyes párosban 2000 óta nem rendeznek bajnokságot. 1907 óta az akkor megalakult Magyar Tenisz Szövetség írja ki a bajnokságokat, előtte a klubok rendezték. 1921 és 1929 között nemzetközi bajnokság volt, külföldi versenyzők is indultak és nyerhettek.
Legtöbbször Budapesten volt a bajnokság, a Margitsziget volt a leggyakoribb helyszín. Az első öt bajnokságot Balatonfüreden rendezték, de utána csak 1951-ben rendezték vidéken a bajnokságot, ekkor Pécs volt a helyszín. 1995-től már több alkalommal is rendeztek bajnokságokat vidéken, legtöbbször Budaörs, Pécs, Nyíregyháza és Szeged volt házigazda.
Mivel az első öt bajnokságot Balatonfüreden rendezték, és a helyi Stefánia Yacht Egylet versenyzői többször is győztek, így vidéki bajnok hamar lett, de később sokáig nem játszottak jelentős szerepet a vidékiek. A kezdeteket leszámítva vidéki versenyző legelőször 1957-ben győzött, ekkor Broszmann Zsófia (Diósgyőri VTK) női egyéniben lett első. Női párosban 1959-ben Broszmann Zsófia (Diósgyőri VTK), férfi egyéniben 1992-ben Krocskó József (Nyíregyházi VSC), férfi párosban 1991-ben Krocskó József (Nyíregyházi VSC), vegyes párosban 1960-ban Broszmann Zsófia (Diósgyőri VTK) lett bajnok.

## Legeredményesebb versenyzők és csapatok
A legtöbb bajnoki címet a férfiaknál Kehrling Béla nyerte, összesen 34-et (16-szor egyéniben, 12-szer párosban és 6-szor vegyes párosban), utána Gulyás István következik 33 bajnoksággal (15-ször egyéniben, 9-szer párosban és 9-szer vegyes párosban), harmadik pedig Asbóth József 27-tel (13-szor egyéniben, 10-szer párosban és 4-szer vegyes párosban). A nőknél Szabó Éva nyerte a legtöbbet, összesen 22-t (6-szor egyéniben, 7-szer párosban és 9-szer vegyes párosban), utána Körmöczy Zsuzsa következik 19 elsőséggel (6-szor egyéniben, 8-szor párosban és 5-ször vegyes párosban), harmadik pedig Wolfné Peterdy Márta 14-gyel (4-szer egyéniben, 7-szer párosban és 3-szor vegyes párosban). Férfi egyéniben Kehrling Béla (16-szor), női egyéniben Földényi Annamária (7-szer), férfi párosban Kehrling Béla (12-szer), női párosban Körmöczy Zsuzsa (8-szor), vegyes párosban Machán Róbert és Szabó Éva (9-9-szer) nyert legtöbbször.
A klubok közül a Vasas SC nyerte a legtöbb bajnoki címet, összesen 104-et (14 férfi egyéni, 20 női egyéni, 17 férfi páros, 28 női páros, 25 vegyes páros), utána az Újpesti TE következik 102 bajnoksággal (25 férfi egyéni, 15 női egyéni, 26 férfi páros, 15 női páros, 21 vegyes páros), harmadik pedig a MAC 52-vel (21 férfi egyéni, 4 női egyéni, 15 férfi páros, 1 női páros, 11 vegyes páros). Férfi egyéniben az Újpesti TE (25-ször), női egyéniben a Vasas SC (20-szor), férfi párosban az Újpesti TE (26-szor), női párosban a Vasas SC (28-szor), vegyes párosban a Vasas SC (25-ször) nyert legtöbbször.

## Lebonyolítás
A szuperdöntőben a világranglistán legmagasabban jegyzett magyar játékosok és az előversenyről feljutó játékosok indulhatnak. A versenyszámok kieséses rendszerben kerülnek lebonyolításra.

## Bajnokok

### Férfi egyéni
| Év   | Bajnok                                            |
| ---- | ------------------------------------------------- |
| 1894 | gróf Pálffy Paulina (Stefánia YE)                 |
| 1895 | Dürr Károly (BBTE)                                |
| 1896 | báró Dániel Tibor (Stefánia YE)                   |
| 1897 | báró Dániel Tibor (Stefánia YE)                   |
| 1898 | báró Dániel Tibor (Stefánia YE)                   |
| 1899 | Yolland Arthur (MAC)                              |
| 1900 | Yolland Arthur (MAC)                              |
| 1901 | Schmid Ödön (BLTC)                                |
| 1902 | Segner Pál (BBTE)                                 |
| 1903 | Segner Pál (BBTE)                                 |
| 1904 | Tóth Ede (BLTC)                                   |
| 1905 | Segner Pál (BLTC)                                 |
| 1906 | Segner Pál (BLTC)                                 |
| 1907 | Zsigmondy Jenő (BLTC)                             |
| 1908 | Tóth Ede (BLTC)                                   |
| 1909 | Segner Pál (BLTC)                                 |
| 1910 | Zsigmondy Jenő (BLTC)                             |
| 1911 | Zsigmondy Jenő (BLTC)                             |
| 1912 | Kehrling Béla (MAC)                               |
| 1913 | Kehrling Béla (MAC)                               |
| 1914 | Kehrling Béla (MAC)                               |
| 1915 | —                                                 |
| 1916 | —                                                 |
| 1917 | —                                                 |
| 1918 | —                                                 |
| 1919 | —                                                 |
| 1920 | Kehrling Béla (MAC)                               |
| 1921 | Kehrling Béla (MAC)                               |
| 1922 | Kehrling Béla (MAC)                               |
| 1923 | Kehrling Béla (MAC)                               |
| 1924 | Kehrling Béla (MAC)                               |
| 1925 | Kehrling Béla (MAC)                               |
| 1926 | Kehrling Béla (MAC)                               |
| 1927 | Kehrling Béla (MAC)                               |
| 1928 | Kehrling Béla (MAC)                               |
| 1929 | Kehrling Béla (MAC)                               |
| 1930 | Kehrling Béla (MAC)                               |
| 1931 | Kehrling Béla (MAC)                               |
| 1932 | Kehrling Béla (MAC)                               |
| 1933 | Gabrovitz Emil (Újpesti TE)                       |
| 1934 | Gabrovitz Emil (Újpesti TE)                       |
| 1935 | Szigeti Ottó (MAC)                                |
| 1936 | Szigeti Ottó (MAC)                                |
| 1937 | Gábori Emil (MAC)                                 |
| 1938 | Szigeti Ottó (Újpesti TE)                         |
| 1939 | Asbóth József (BBTE)                              |
| 1940 | Asbóth József (BBTE)                              |
| 1941 | —                                                 |
| 1942 | Asbóth József (BBTE)                              |
| 1943 | Asbóth József (BBTE)                              |
| 1944 | Asbóth József (BBTE)                              |
| 1945 | Asbóth József (BKTE)                              |
| 1946 | Asbóth József (BBTE)                              |
| 1947 | Szigeti Ottó (Újpesti TE)                         |
| 1948 | Ádám András (BEAC)                                |
| 1949 | Asbóth József (Vasas SC)                          |
| 1950 | Asbóth József (Bp. Vasas)                         |
| 1951 | Katona Zoltán (Budapest)                          |
| 1952 | Asbóth József (SZOT)                              |
| 1953 | Asbóth József (Bp. Vasas)                         |
| 1954 | Gulyás István (Bp. Dózsa)                         |
| 1955 | Asbóth József (Bp. Bástya)                        |
| 1956 | Asbóth József (Bp. Bástya)                        |
| 1957 | Gulyás István (Újpesti Dózsa)                     |
| 1958 | Gulyás István (Újpesti Dózsa)                     |
| 1959 | Gulyás István (Újpesti Dózsa)                     |
| 1960 | Gulyás István (Újpesti Dózsa)                     |
| 1961 | Gulyás István (Újpesti Dózsa)                     |
| 1962 | Gulyás István (Újpesti Dózsa)                     |
| 1963 | Gulyás István (Újpesti Dózsa)                     |
| 1964 | Gulyás István (Újpesti Dózsa)                     |
| 1965 | Gulyás István (Újpesti Dózsa)                     |
| 1966 | Gulyás István (Újpesti Dózsa)                     |
| 1967 | Gulyás István (Újpesti Dózsa)                     |
| 1968 | Gulyás István (Újpesti Dózsa)                     |
| 1969 | Baranyi Szabolcs (Újpesti Dózsa)                  |
| 1970 | Gulyás István (Újpesti Dózsa)                     |
| 1971 | Gulyás István (Újpesti Dózsa)                     |
| 1972 | Baranyi Szabolcs (Újpesti Dózsa)                  |
| 1973 | Taróczy Balázs (Vasas SC)                         |
| 1974 | Taróczy Balázs (Vasas SC)                         |
| 1975 | Taróczy Balázs (Vasas SC)                         |
| 1976 | Taróczy Balázs (Vasas SC)                         |
| 1977 | Benyik János (Újpesti Dózsa)                      |
| 1978 | Taróczy Balázs (Vasas SC)                         |
| 1979 | Taróczy Balázs (Vasas SC)                         |
| 1980 | Benyik János (Újpesti Dózsa)                      |
| 1981 | Machán Róbert (NIM SE)                            |
| 1982 | Varga Géza (BSE)                                  |
| 1983 | Kiss Sándor (Bp. Spartacus)                       |
| 1984 | Kiss Sándor (Bp. Spartacus)                       |
| 1985 | Zentai Ferenc (Újpesti Dózsa)                     |
| 1986 | Markovits László (Bp. Spartacus)                  |
| 1987 | Lányi András (MTK-VM)                             |
| 1988 | Noszály Sándor (Bp. Honvéd)                       |
| 1989 | Noszály Sándor (Építők SC)                        |
| 1990 | Markovits László (Vasas SC)                       |
| 1991 | Noszály Sándor (BSE)                              |
| 1992 | Krocskó József (Nyíregyházi VSC)                  |
| 1993 | Krocskó József (Nyíregyházi VSC)                  |
| 1994 | Nagy Viktor (Vasas SC)                            |
| 1995 | Nagy Zoltán (MTK)                                 |
| 1996 | Barátosi Levente (Újpesti TE)                     |
| 1997 | Lukács Iván (Vasas SC)                            |
| 1998 | Sávolt Attila (Római Teniszakadémia)              |
| 1999 | Sávolt Attila (LRI-Malév SC-Római Teniszakadémia) |
| 2000 | Nagy Zoltán (IDOM Team 2000 TSE)                  |
| 2001 | Bardóczky Kornél (BSE)                            |
| 2002 | Bardóczky Kornél (BSE)                            |
| 2003 | Noszály Sándor (Vasas SC)                         |
| 2004 | Balázs György (Hód TC)                            |
| 2005 | Pákai Norbert (Tordas SE)                         |
| 2006 | Bardóczky Kornél (Hód TC)                         |
| 2007 | Kellner Ádám (IDOM Team 2000 TSE)                 |
| 2008 | Balázs Attila (Gödöllői LTE)                      |
| 2009 | Balázs Attila (Kiskastély SE)                     |
| 2010 | Balázs Attila (Kiskastély SE)                     |
| 2011 | Balázs Attila (Kiskastély SE)                     |
| 2012 | Balázs Attila (MTK)                               |
| 2013 | Balázs Attila (MTK)                               |
| 2014 | Nagy Péter (Budaörsi SC)                          |
| 2015 | Nagy Péter (Fagyas Team)                          |
| 2016 | Balázs Attila (MTK)                               |
| 2017 | Piros Zsombor (MTK)                               |
| 2018 | Valkusz Máté (Golden Ace STC)                     |
| 2019 | Makk Péter (Győri AC)                             |
| 2020 | Marozsán Fábián (Győri AC)                        |
| 2021 | Valkusz Máté (Győri AC)                           |
| 2022 | Nagy Péter (PG Tenisz)                            |
| 2023 | Boros Attila (Vasas SC)                           |
| 2024 | Marozsán Fábián (Hajdúszoboszló SE)               |

### Női egyéni
| Év   | Bajnok                                              |
| ---- | --------------------------------------------------- |
| 1908 | Madarász Margit (BLTC)                              |
| 1909 | Szerviczky Gabriella (BLTC)                         |
| 1910 | Cséry Katalin (BLTC)                                |
| 1911 | Cséry Sarolta (BLTC)                                |
| 1912 | Cséry Sarolta (BLTC)                                |
| 1913 | Satzger Pálné (egyesületen kívüli)                  |
| 1914 | Cséry Sarolta (BLTC)                                |
| 1915 | —                                                   |
| 1916 | —                                                   |
| 1917 | —                                                   |
| 1918 | —                                                   |
| 1919 | —                                                   |
| 1920 | —                                                   |
| 1921 | Margarete Janotta (DSV Troppau )                    |
| 1922 | Várady Ilona (MAC)                                  |
| 1923 | Margarete Janotta (DSV Troppau )                    |
| 1924 | Nelly Neppach (Tennis Borussia Berlin )             |
| 1925 | Ilse Friedleben (Frankfurter TC 1914 Palmengarten ) |
| 1926 | Péteryné Várady Ilona (MAC)                         |
| 1927 | Nelly Neppach (Tennis Borussia Berlin )             |
| 1928 | Irmgard Rost (?)                                    |
| 1929 | Hilde Krahwinkel (ETuF Essen )                      |
| 1930 | dr. Schréder Lászlóné (BLKE)                        |
| 1931 | Baumgarten Magda (Újpesti TE)                       |
| 1932 | dr. Schréder Lászlóné (BLKE)                        |
| 1933 | dr. Schréder Lászlóné (BLKE)                        |
| 1934 | dr. Schréder Lászlóné (BLKE)                        |
| 1935 | Sass Márta (BBTE)                                   |
| 1936 | Sass Márta (BBTE)                                   |
| 1937 | dr. Paksy Józsefné (BLKE)                           |
| 1938 | Somogyi Klára (BEAC)                                |
| 1939 | Somogyi Klára (BEAC)                                |
| 1940 | Bárd Erzsébet (Újpesti TE)                          |
| 1941 | —                                                   |
| 1942 | Flórián Aliz (BBTE)                                 |
| 1943 | Peterdy Márta (MAC)                                 |
| 1944 | Flórián Aliz (BBTE)                                 |
| 1945 | Körmöczy Zsuzsa (egyesületen kívüli)                |
| 1946 | Körmöczy Zsuzsa (BEAC)                              |
| 1947 | dr. Hidassy Dezsőné (BEAC)                          |
| 1948 | dr. Hidassy Dezsőné (BEAC)                          |
| 1949 | Erdődi Gyuláné (Újpesti TE)                         |
| 1950 | Körmöczy Zsuzsa (Bp. Vasas)                         |
| 1951 | Wolfné Peterdy Márta (Budapest)                     |
| 1952 | Wolfné Peterdy Márta (SZOT)                         |
| 1953 | Jávori Márta (Bp. Dózsa)                            |
| 1954 | Erdődi Gyuláné (Bp. Dózsa)                          |
| 1955 | Erdődi Gyuláné (Bp. Dózsa)                          |
| 1956 | Wolfné Peterdy Márta (Bp. Vasas)                    |
| 1957 | Broszmann Zsófia (Diósgyőri VTK)                    |
| 1958 | Körmöczy Zsuzsa (Vasas SC)                          |
| 1959 | Broszmann Zsófia (Diósgyőri VTK)                    |
| 1960 | Broszmann Zsófia (Diósgyőri VTK)                    |
| 1961 | Körmöczy Zsuzsa (Vasas SC)                          |
| 1962 | Bardóczy Klára (Bp. Honvéd)                         |
| 1963 | Körmöczy Zsuzsa (Vasas SC)                          |
| 1964 | Polgár Erzsébet (Újpesti Dózsa)                     |
| 1965 | Kunovits Zsuzsa (Újpesti Dózsa)                     |
| 1966 | Szabó Éva (Vasas SC)                                |
| 1967 | Szabó Éva (Vasas SC)                                |
| 1968 | Polgár Erzsébet (Újpesti Dózsa)                     |
| 1969 | Szörényi Judit (Bp. VTSK)                           |
| 1970 | Szabó Éva (Vasas SC)                                |
| 1971 | Szabó Éva (Vasas SC)                                |
| 1972 | Borka Katalin (Újpesti Dózsa)                       |
| 1973 | Szabó Éva (Vasas SC)                                |
| 1974 | Szabó Éva (Vasas SC)                                |
| 1975 | Rózsavölgyi Éva (Újpesti Dózsa)                     |
| 1976 | Szűcsné Klein Beatrix (Újpesti Dózsa)               |
| 1977 | Németh Anna (BSE)                                   |
| 1978 | Lakingerné Szörényi Judit (BSE)                     |
| 1979 | Lakingerné Szörényi Judit (BSE)                     |
| 1980 | Rózsavölgyi Éva (Újpesti Dózsa)                     |
| 1981 | Temesvári Andrea (Bp. Spartacus)                    |
| 1982 | Kowaczics Rita (Újpesti Dózsa)                      |
| 1983 | Bartos Csilla (Bp. Spartacus)                       |
| 1984 | Temesvári Andrea (Bp. Spartacus)                    |
| 1985 | Bartos Csilla (Bp. Spartacus)                       |
| 1986 | Bartos Csilla (Bp. Spartacus)                       |
| 1987 | Csurgó Virág (Bp. Spartacus)                        |
| 1988 | Noszály Andrea (Bp. Honvéd)                         |
| 1989 | Csurgó Virág (Bp. Spartacus)                        |
| 1990 | Csurgó Virág (Bp. Spartacus)                        |
| 1991 | Földényi Annamária (Vasas SC)                       |
| 1992 | Földényi Annamária (Vasas SC)                       |
| 1993 | Földényi Annamária (Vasas SC)                       |
| 1994 | Noszály Andrea (Újpesti TE)                         |
| 1995 | Muzamel Ágnes (Bp. Honvéd)                          |
| 1996 | Noszály Andrea (Bp. Spartacus)                      |
| 1997 | Földényi Annamária (Vasas SC)                       |
| 1998 | Földényi Annamária (Vasas SC)                       |
| 1999 | Földényi Annamária (Vasas SC)                       |
| 2000 | Földényi Annamária (Vasas SC)                       |
| 2001 | Németh Virág (Zalaegerszegi TE)                     |
| 2002 | Pócza Barbara (Győri TC)                            |
| 2003 | Fodor Zsuzsa (Vasas SC)                             |
| 2004 | Berecz-Szatmári Boglárka (Zalaegerszegi TE)         |
| 2005 | Adankó Miljana (MTK)                                |
| 2006 | Szávay Ágnes (Vasas SC)                             |
| 2007 | Németh Virág (IDOM Team 2000 TSE)                   |
| 2008 | Németh Virág (IDOM Team 2000 TSE)                   |
| 2009 | Bukta Ágnes (Szarvasi USE)                          |
| 2010 | Németh Virág (IDOM Team 2000 TSE)                   |
| 2011 | Marosi Katalin (Tabáni Spartacus)                   |
| 2012 | Stollár Fanny (MTK)                                 |
| 2013 | Bukta Ágnes (Diego VKE)                             |
| 2014 | Bukta Ágnes (Diego VKE)                             |
| 2015 | Gálfi Dalma (MTK)                                   |
| 2016 | Bukta Ágnes (Budaörsi SC)                           |
| 2017 | Bondár Anna (MTK)                                   |
| 2018 | Jani Réka (MTK)                                     |
| 2019 | Nagy Adrienn (MTK)                                  |
| 2020 | Tóth Amarissa Kiara (MTK)                           |
| 2021 | Tóth Amarissa Kiara (MTK)                           |
| 2022 | Drahota-Szabó Dorka (Sportmánia Egyesület)          |
| 2023 | Tóth Amarissa Kiara (Fehérvár Kiskút TK)            |
| 2024 | Gálfi Dalma (MTK)                                   |

### Férfi páros
| Év   | Bajnok                                                              |
| ---- | ------------------------------------------------------------------- |
| 1909 | Segner Pál–Zsigmondy Jenő (BLTC)                                    |
| 1910 | Segner Pál–Zsigmondy Jenő (BLTC)                                    |
| 1911 | Segner Pál–Zsigmondy Jenő (BLTC)                                    |
| 1912 | Segner Pál–Zsigmondy Jenő (BLTC)                                    |
| 1913 | Kehrling Béla (MAC)–dr. Zsigmondy Jenő (BLTC)                       |
| 1914 | Kehrling Béla–Kelemen Aurél (MAC)                                   |
| 1915 | —                                                                   |
| 1916 | —                                                                   |
| 1917 | —                                                                   |
| 1918 | —                                                                   |
| 1919 | —                                                                   |
| 1920 | —                                                                   |
| 1921 | Kehrling Béla–Kelemen Aurél (MAC)                                   |
| 1922 | Kehrling Béla–Kelemen Aurél (MAC)                                   |
| 1923 | Kehrling Béla–Kelemen Aurél (MAC)                                   |
| 1924 | František Soyka (DLTC Praha )–Ernst Gottlieb (LTC Brno )            |
| 1925 | Curt Bergmann (Akademischen SV Dresden )–Szergej Rodzianko (Praha ) |
| 1926 | Kehrling Béla–dr. Pétery Jenő (MAC)                                 |
| 1927 | Kehrling Béla–dr. Pétery Jenő (MAC)                                 |
| 1928 | Kehrling Béla–dr. Pétery Jenő (MAC)                                 |
| 1929 | Roderich Menzel (DLTC Praha )–Friedrich Rohrer (LTC Brno )          |
| 1930 | Kehrling Béla–Gabrovitz Emil (MAC)                                  |
| 1931 | Gabrovitz Emil–gróf Zichy Imre (MAC)                                |
| 1932 | Kehrling Béla–gróf Zichy Imre (MAC)                                 |
| 1933 | Kehrling Béla–Drjetomszky György (MAC)                              |
| 1934 | Drjetomszky György–gróf Zichy Imre (MAC)                            |
| 1935 | Ferenczy Emil–Friedrich Tibor (MAFC)                                |
| 1936 | Szigeti Ottó–Pető Béla (MAC)                                        |
| 1937 | Gábori Emil–Dallos György (MAC)                                     |
| 1938 | Szigeti Ottó–Aschner Kálmán (Újpesti TE)                            |
| 1939 | Asbóth József (BBTE)–Csikós Mihály (Újpesti TE)                     |
| 1940 | Asbóth József–vitéz Bánó Lehel (BBTE)                               |
| 1941 | —                                                                   |
| 1942 | Asbóth József–dr. Mayer Sándor (BBTE)                               |
| 1943 | Asbóth József–dr. Mayer Sándor (BBTE)                               |
| 1944 | Fehér Kálmán–Stolpa András (BBTE)                                   |
| 1945 | Gábori Emil (egyesületen kívüli)–Szigeti Ottó (Újpesti TE)          |
| 1946 | Asbóth József (BBTE)–Szigeti Ottó (Újpesti TE)                      |
| 1947 | Fehér Kálmán–Tornyay Tibor (egyesületen kívüli)                     |
| 1948 | Ádám András (BEAC)–Fehér Kálmán (Vasas SC)                          |
| 1949 | Asbóth József–Fehér Kálmán (Vasas SC)                               |
| 1950 | Ádám András–Katona Zoltán (Bp. Dózsa)                               |
| 1951 | Ádám András–Bujtor Frigyes (Budapest)                               |
| 1952 | Asbóth József–Fehér Kálmán (SZOT)                                   |
| 1953 | Asbóth József (Bp. Vasas)–Ádám András (Bp. Dózsa)                   |
| 1954 | Asbóth József–Birkás György (Bp. Vasas)                             |
| 1955 | Fehér Kálmán–Sikorszky István (Bp. Vasas)                           |
| 1956 | Asbóth József (Bp. Bástya)–Jancsó Antal (Bp. Vörös Meteor)          |
| 1957 | Gulyás István–Katona Zoltán (Újpesti Dózsa)                         |
| 1958 | Gulyás István–Katona Zoltán (Újpesti Dózsa)                         |
| 1959 | Gulyás István–Katona Zoltán (Újpesti Dózsa)                         |
| 1960 | Szikszay András–Zentai Ferenc (Vasas SC)                            |
| 1961 | Ádám András–Katona Zoltán (Újpesti Dózsa)                           |
| 1962 | Gulyás István–Szikszay András (Újpesti Dózsa)                       |
| 1963 | Gulyás István–Szikszay András (Újpesti Dózsa)                       |
| 1964 | Gulyás István–Szikszay András (Újpesti Dózsa)                       |
| 1965 | Gulyás István–Szikszay András (Újpesti Dózsa)                       |
| 1966 | Gulyás István–Szikszay András (Újpesti Dózsa)                       |
| 1967 | Gulyás István–Szikszay András (Újpesti Dózsa)                       |
| 1968 | Baranyi Szabolcs–Varga Géza (Újpesti Dózsa)                         |
| 1969 | Machán Róbert–Fehér János (Bp. Honvéd)                              |
| 1970 | Baranyi Szabolcs–Varga Géza (Újpesti Dózsa)                         |
| 1971 | Szőke Péter–Szőcsik András (VM Egyetértés)                          |
| 1972 | Baranyi Szabolcs (Újpesti Dózsa)–Machán Róbert (Bp. Honvéd)         |
| 1973 | Taróczy Balázs (Vasas SC)–Machán Róbert (Bp. Honvéd)                |
| 1974 | Taróczy Balázs (Vasas SC)–Machán Róbert (Bp. Honvéd)                |
| 1975 | Taróczy Balázs (Vasas SC)–Machán Róbert (Bp. Honvéd)                |
| 1976 | Machán Róbert (Bp. Honvéd)–Szőcsik András (MTK-VM)                  |
| 1977 | Taróczy Balázs (Vasas SC)–Szőke Péter (MTK-VM)                      |
| 1978 | Taróczy Balázs (Vasas SC)–Szőke Péter (MTK-VM)                      |
| 1979 | Taróczy Balázs (Vasas SC)–Szőke Péter (MTK-VM)                      |
| 1980 | Benyik János–Sziráki László (Újpesti Dózsa)                         |
| 1981 | Benyik János–Sziráki László (Újpesti Dózsa)                         |
| 1982 | Szőke Péter–Szőcsik András (MTK-VM)                                 |
| 1983 | Kiss Sándor–Guti János (Bp. Spartacus)                              |
| 1984 | Szikszay Attila (Bp. Spartacus)–dr. Zsiga László (Újpesti Dózsa)    |
| 1985 | Kiss Sándor–Guti János (Bp. Spartacus)                              |
| 1986 | Csépai Ferenc–Lázár Vilmos (MTK-VM)                                 |
| 1987 | Markovits László–Köves Gábor (Bp. Spartacus)                        |
| 1988 | Lányi András–Keresztes Krisztián (MTK-VM)                           |
| 1989 | Noszály Sándor (Építők SC)–Krasznai Zoltán (BSE)                    |
| 1990 | Keresztes Krisztián (MTK-VM)–Hornok Miklós (BSE)                    |
| 1991 | Fekete Rudolf (Újpesti TE)–Krocskó József (Nyíregyházi VSC)         |
| 1992 | Markovits László (Vasas SC)–Köves Gábor (Újpesti TE)                |
| 1993 | Markovits László (Vasas SC)–Köves Gábor (PÁRA TC Érd)               |
| 1994 | Lányi András (Újpesti TE)–Noszály Sándor (Vasas SC)                 |
| 1995 | György Tamás (Újpesti TE)–Kisgyörgy Gergely (MTK)                   |
| 1996 | Keresztes Krisztián–Hornok Miklós (BSE)                             |
| 1997 | Bardóczky Kornél–Keresztes Krisztián (BSE)                          |
| 1998 | Bardóczky Kornél (BSE)–Papp Zoltán (LRI-Malév SC)                   |
| 1999 | Kisgyörgy Gergely (MTK)–Nagy Viktor (Hód TC)                        |
| 2000 | Noszály Sándor–Hultai Gergely (Vasas SC)                            |
| 2001 | Bardóczky Kornél (BSE)–Nagy Zoltán (IDOM Team 2000 TSE)             |
| 2002 | Bardóczky Kornél (BSE)–Nagy Zoltán (Tordas SE)                      |
| 2003 | Jaross Gábor–Hultai Gergely (Vasas SC)                              |
| 2004 | Jancsó Miklós (Hód TC)–Pákai Norbert (Tordas SE)                    |
| 2005 | Fonó László–Ott Márton (Mivas SE)                                   |
| 2006 | Bardóczky Kornél (Hód TC)–Nagy Zoltán (IDOM Team 2000 TSE)          |
| 2007 | Lukács Dénes–Novák Balázs (Hód TC)                                  |
| 2008 | Balázs Attila (Gödöllői LTE)–Kiss Sebő (Mivas SE)                   |
| 2009 | Balázs Attila–Balázs György (Kiskastély SE)                         |
| 2010 | Balázs Attila–Balázs György (Kiskastély SE)                         |
| 2011 | Balázs Attila (Kiskastély SE)–Balázs György (MTK)                   |
| 2012 | Balázs Attila–Balázs György (MTK)                                   |
| 2013 | Balázs Attila–Bardóczky Kornél (MTK)                                |
| 2014 | Nagy Péter (Budaörsi SC)–Borsos Gábor (Siófoki Spartacus)           |
| 2015 | Nagy Péter (Fagyas Team)–Gödry Levente (MTK)                        |
| 2016 | Balázs Attila (MTK)–Kisgyörgy Gergely (Diego SC)                    |
| 2017 | Marozsán Fábián–Szintai Dávid (MTK)                                 |
| 2018 | Borsos Gábor (Siófoki Spartacus)–Nagy Péter (MTK)                   |
| 2019 | Kéki Márk (Panakor TC)–Vörös Máté (MTK)                             |
| 2020 | Marozsán Fábián (Győri AC)–Nagy Péter (MTK)                         |
| 2021 | Marozsán Fábián (Győri AC)–Nagy Péter (MTK)                         |
| 2022 | Borsos Gábor (Siófoki Spartacus)–Nagy Péter (PG Tenisz)             |
| 2023 | Gubi Trisztán–Miljanic Markó (PG Tenisz)                            |
| 2024 | Madarász Gergely (MTK)–Füle Mátyás (Ludovika SE)                    |

### Női páros
| Év   | Bajnok                                                                 |
| ---- | ---------------------------------------------------------------------- |
| 1909 | Cséry Katalin–Cséry Sarolta (BLTC)                                     |
| 1910 | Cséry Katalin–Cséry Sarolta (BLTC)                                     |
| 1911 | Cséry Sarolta–Mészáros Eszter (BLTC)                                   |
| 1912 | Cséry Sarolta–Mészáros Eszter (BLTC)                                   |
| 1913 | Satzger Pálné (egyesületen kívüli)–Gandon Vilmosné (BBTE)              |
| 1914 | Cséry Sarolta–Mészáros Eszter (BLTC)                                   |
| 1915 | —                                                                      |
| 1916 | —                                                                      |
| 1917 | —                                                                      |
| 1918 | —                                                                      |
| 1919 | —                                                                      |
| 1920 | —                                                                      |
| 1921 | —                                                                      |
| 1922 | —                                                                      |
| 1923 | —                                                                      |
| 1924 | —                                                                      |
| 1925 | —                                                                      |
| 1926 | —                                                                      |
| 1927 | —                                                                      |
| 1928 | Irmgard Rost (?)–Nelly Stephanus (DTV Hannover )                       |
| 1929 | Mary McIlquham (?)–Evelyn Colyer (?)                                   |
| 1930 | dr. Schréder Lászlóné–dr. Paksy Józsefné (BLKE)                        |
| 1931 | Baumgarten Magda (Újpesti TE)–Wienerné Soós Jolán (Ferencvárosi TC)    |
| 1932 | dr. Schréder Lászlóné–dr. Paksy Józsefné (BLKE)                        |
| 1933 | dr. Schréder Lászlóné–dr. Paksy Józsefné (BLKE)                        |
| 1934 | dr. Schréder Lászlóné–dr. Paksy Józsefné (BLKE)                        |
| 1935 | Sass Márta–Sárkány Lili (BBTE)                                         |
| 1936 | Sass Márta–Sárkány Lili (BBTE)                                         |
| 1937 | dr. Schréder Lászlóné–dr. Paksy Józsefné (BLKE)                        |
| 1938 | dr. Schréder Lászlóné–dr. Paksy Józsefné (BLKE)                        |
| 1939 | Somogyi Klára–báró Gerliczy Mária (BEAC)                               |
| 1940 | Körmöczy Zsuzsa–Jusits Ilona (BBTE)                                    |
| 1941 | —                                                                      |
| 1942 | Flórián Aliz–Jusits Ilona (BBTE)                                       |
| 1943 | Flórián Aliz–Jusits Ilona (BBTE)                                       |
| 1944 | Peterdy Márta (MAC)–Henschné Somogyi Klára (BEAC)                      |
| 1945 | dr. Fejér Sarolta (MAFC)–dr. Hidassy Dezsőné (BEAC)                    |
| 1946 | Körmöczy Zsuzsa–dr. Paksy Józsefné (BEAC)                              |
| 1947 | dr. Hidassy Dezsőné–dr. Paksy Józsefné (BEAC)                          |
| 1948 | Körmöczy Zsuzsa (BEAC)–Wolfné Peterdy Márta (Vasas SC)                 |
| 1949 | Erdődi Gyuláné–Jusits Ilona (Újpesti TE)                               |
| 1950 | Körmöczy Zsuzsa–Wolfné Peterdy Márta (Bp. Vasas)                       |
| 1951 | Wolfné Peterdy Márta–Jusits Ilona (Budapest)                           |
| 1952 | Wolfné Peterdy Márta–Jávori Márta (SZOT)                               |
| 1953 | Körmöczy Zsuzsa (Bp. Vasas)–Erdődi Gyuláné (Bp. Dózsa)                 |
| 1954 | Körmöczy Zsuzsa–Wolfné Peterdy Márta (Bp. Vasas)                       |
| 1955 | Lépes Andorné–Rohrböck Józsefné (Bp. Vasas)                            |
| 1956 | Wolfné Peterdy Márta (Bp. Vasas)–Ernőházi Lajosné (Bp. Dózsa)          |
| 1957 | Ernőházi Lajosné–Jusits Ilona (Újpesti Dózsa)                          |
| 1958 | Körmöczy Zsuzsa–Pete Vincéné (Vasas SC)                                |
| 1959 | Broszmann Zsófia (Diósgyőri VTK)–Bardóczy Klára (Bp. Honvéd)           |
| 1960 | Broszmann Zsófia (Diósgyőri VTK)–Bardóczy Klára (Bp. Honvéd)           |
| 1961 | Körmöczy Zsuzsa–Pete Vincéné (Vasas SC)                                |
| 1962 | Bardóczy Klára (Bp. Honvéd)–Sólyom Erzsébet (Bp. Vörös Meteor)         |
| 1963 | Broszmann Zsófia–Monori Judith (Diósgyőri VTK)                         |
| 1964 | Bardóczy Klára–Széll Erzsébet (Bp. Honvéd)                             |
| 1965 | Szabó Éva–Hensch Judit (Vasas SC)                                      |
| 1966 | Szabó Éva–Jószai Klára (Vasas SC)                                      |
| 1967 | Szabó Éva (Vasas SC)–Szörényi Judit (Bp. VTSK)                         |
| 1968 | Borka Katalin–Polgár Erzsébet (Újpesti Dózsa)                          |
| 1969 | Széll Erzsébet (Bp. Honvéd)–Szörényi Judit (Bp. VTSK)                  |
| 1970 | Szabó Éva (Vasas SC)–Szörényi Judit (Bp. Spartacus)                    |
| 1971 | Széll Erzsébet–Szörényi Judit (Bp. Spartacus)                          |
| 1972 | Széll Erzsébet–Szörényi Judit (Bp. Spartacus)                          |
| 1973 | Borka Katalin–Klein Beatrix (Újpesti Dózsa)                            |
| 1974 | Szabó Éva (Vasas SC)–Klein Beatrix (Újpesti Dózsa)                     |
| 1975 | Szabó Éva (Vasas SC)–Ambrusné Széll Erzsébet (Bp. Spartacus)           |
| 1976 | Fridenzi Éva–Rózsavölgyi Éva (Újpesti Dózsa)                           |
| 1977 | Gráczol Ágnes–Fagyas Katalin (Vasas SC)                                |
| 1978 | Szabó Éva (Vasas SC)–Lakingerné Szörényi Judit (BSE)                   |
| 1979 | Rózsavölgyi Éva–Turi Zsuzsa (Újpesti Dózsa)                            |
| 1980 | Rózsavölgyi Éva–Turi Zsuzsa (Újpesti Dózsa)                            |
| 1981 | Rózsavölgyi Éva–Turi Zsuzsa (Újpesti Dózsa)                            |
| 1982 | Rózsavölgyi Éva–Turi Zsuzsa (Újpesti Dózsa)                            |
| 1983 | Rózsavölgyi Éva–Kiss Nóra (Újpesti Dózsa)                              |
| 1984 | Szikszay Réka (Bp. Spartacus)–Ritecz Andrea (Vasas SC)                 |
| 1985 | Bartos Csilla–Szikszay Réka (Bp. Spartacus)                            |
| 1986 | Rózsavölgyi Éva–Kowaczics Rita (Újpesti Dózsa)                         |
| 1987 | Szikszay Réka–Csurgó Virág (Bp. Spartacus)                             |
| 1988 | Szikszay Réka–Csurgó Virág (Bp. Spartacus)                             |
| 1989 | Szikszay Réka–Csurgó Virág (Bp. Spartacus)                             |
| 1990 | Szikszay Réka–Csurgó Virág (Bp. Spartacus)                             |
| 1991 | Csurgó Virág–Báthory Barbara (Bp. Spartacus)                           |
| 1992 | Kuti Kis Rita (Balatonboglári SC)–Mandula Petra (KSI)                  |
| 1993 | Földényi Annamária–Temesvári Andrea (Vasas SC)                         |
| 1994 | Csurgó Virág (Bp. Spartacus)– Kurimay Anita (Vasas SC)                 |
| 1995 | Piski Andrea–Holló Annamária (Bp. Spartacus)                           |
| 1996 | Gubacsi Zsófia (Bp. Honvéd)–Kovács Krisztina (Balatonboglári SC)       |
| 1997 | Földényi Annamária–Mandula Petra (Vasas SC)                            |
| 1998 | Földényi Annamária (Vasas SC)–Hegedűs Adrienn (LRI-Malév SC)           |
| 1999 | Földényi Annamária (Vasas SC)–Mandula Petra (IDOM Team 2000 TSE)       |
| 2000 | Köves Nóra–Kapros Anikó (LRI-Malév SC-Római Teniszakadémia)            |
| 2001 | Németh Tünde–Németh Virág (Zalaegerszegi TE)                           |
| 2002 | Golopencza Zsófia–Molnár Eszter (Vasas SC)                             |
| 2003 | Fodor Zsuzsa–Molnár Eszter (Vasas SC)                                  |
| 2004 | Ács Júlia (MTK)–Fodor Zsuzsa (Vasas SC)                                |
| 2005 | Adankó Miljana (MTK)–Berecz-Szatmári Kinga (Zalaegerszegi TE)          |
| 2006 | Magas Dóra (Zalaegerszegi TE)–Szávay Ágnes (Vasas SC)                  |
| 2007 | Batta Lucia–Németh Virág (IDOM Team 2000 TSE)                          |
| 2008 | Babos Tímea (Soproni VSE)–Babos Zsuzsanna (Bp. Spartacus)              |
| 2009 | Bukta Ágnes (Szarvasi USE)–Müller Réka (Vasas SC)                      |
| 2010 | Kovács Krisztina (Balatonboglári TC)–Németh Virág (IDOM Team 2000 TSE) |
| 2011 | Borsányi Csilla)–Marosi Katalin (Tabáni Spartacus)                     |
| 2012 | Juhász Pálma (Tatár TC)–Szerencsés Eszter (MTK)                        |
| 2013 | Bukta Ágnes–Halász Klaudia (Diego VKE)                                 |
| 2014 | Varga Fanni (Budaörsi SC)–Zentai Christina (Fortuna SE)                |
| 2015 | Bukta Ágnes (Budaörsi SC)–Udvardy Panna (Siófok KC)                    |
| 2016 | Bukta Ágnes (Budaörsi SC)–Horváth Adrienn (Diego SC)                   |
| 2017 | Gécsek Fanni–Nagy Adrienn (MTK)                                        |
| 2018 | Gécsek Fanni–Nagy Adrienn (MTK)                                        |
| 2019 | Bukta Ágnes–Gécsek Fanni (MTK)                                         |
| 2020 | Molnár Kitti (Metro RSC)–Szabanin Natália (MTK)                        |
| 2021 | Drahota-Szabó Dorka (Sportmánia Egyesület)–Tóth Amarissa Kiara (MTK)   |
| 2022 | Bíró Melinda–Kis-Czakó Eszter (Gellért SE)                             |
| 2023 | Juhász Janka (Vasas SC)–Finak Eszter Dorka (Medikus SE)                |
| 2024 | Molnár Kitti (Fehérvár Kiskút TK)–Kardos Lora (Mini Garros TK)         |

### Vegyes páros
| Év   | Bajnok                                                                                |
| ---- | ------------------------------------------------------------------------------------- |
| 1909 | Zsigmondy Jenő–Cséry Katalin (BLTC)                                                   |
| 1910 | Zsigmondy Jenő–Cséry Katalin (BLTC)                                                   |
| 1911 | Zsigmondy Jenő–Cséry Sarolta (BLTC)                                                   |
| 1912 | Zsigmondy Jenő–Cséry Sarolta (BLTC)                                                   |
| 1913 | dr. Zsigmondy Jenő–Cséry Sarolta (BLTC)                                               |
| 1914 | dr. Zsigmondy Jenő–Cséry Sarolta (BLTC)                                               |
| 1915 | —                                                                                     |
| 1916 | —                                                                                     |
| 1917 | —                                                                                     |
| 1918 | —                                                                                     |
| 1919 | —                                                                                     |
| 1920 | —                                                                                     |
| 1921 | Kehrling Béla–Krencsey Adél (MAC)                                                     |
| 1922 | Kehrling Béla–Krencsey Adél (MAC)                                                     |
| 1923 | Kehrling Béla–Krencsey Adél (MAC)                                                     |
| 1924 | Heinrich Kleinschroth (Münchner TTC Iphitos )–Nelly Neppach (Tennis Borussia Berlin ) |
| 1925 | Kehrling Béla (MAC)–Ilse Friedleben (Frankfurter TC 1914 Palmengarten )               |
| 1926 | Georg Demasius (Berliner SC )–Gerta Amende (DLTC Praha )                              |
| 1927 | Kehrling Béla (MAC)–Nelly Neppach (Tennis Borussia Berlin )                           |
| 1928 | Kehrling Béla (MAC)–Irmgard Rost (?)                                                  |
| 1929 | Roderich Menzel (DLTC Praha )–Göncz Lajosné (MAC)                                     |
| 1930 | Aschner Pál–Baumgarten Magda (Újpesti TE)                                             |
| 1931 | Gabrovitz Emil–Göncz Lajosné (MAC)                                                    |
| 1932 | Gabrovitz Emil (MAC)–dr. Schréder Lászlóné (BLKE)                                     |
| 1933 | Straub Elek (BEAC)–dr. Schréder Lászlóné (BLKE)                                       |
| 1934 | Ferenczy Emil (MAFC)–dr. Paksy Józsefné (BLKE)                                        |
| 1935 | Friedrich Tibor (MAFC)–Sass Márta (BBTE)                                              |
| 1936 | Szigeti Ottó–Schummer Aranka (MAC)                                                    |
| 1937 | Pető Béla (MAC)–dr. Schréder Lászlóné (BLKE)                                          |
| 1938 | Szigeti Ottó–Bárd Erzsébet (Újpesti TE)                                               |
| 1939 | Frigyessy Tibor (BSE)–dr. Paksy Józsefné (BLTC)                                       |
| 1940 | Asbóth József–Körmöczy Zsuzsa (BBTE)                                                  |
| 1941 | —                                                                                     |
| 1942 | dr. Mayer Sándor–Flórián Aliz (BBTE)                                                  |
| 1943 | dr. Mayer Sándor–Flórián Aliz (BBTE)                                                  |
| 1944 | dr. Mayer Sándor–Flórián Aliz (BBTE)                                                  |
| 1945 | Asbóth József (BKTE)–Körmöczy Zsuzsa (egyesületen kívüli)                             |
| 1946 | Asbóth József (BBTE)–Körmöczy Zsuzsa (BEAC)                                           |
| 1947 | Szigeti Ottó–Bárd Erzsébet (Újpesti TE)                                               |
| 1948 | Fehér Kálmán (Vasas SC)–Körmöczy Zsuzsa (BEAC)                                        |
| 1949 | Vad Dezső (Vasas SC)–Erdődi Gyuláné (Újpesti TE)                                      |
| 1950 | Asbóth József–Körmöczy Zsuzsa (Bp. Vasas)                                             |
| 1951 | Fehér Kálmán–dr. Hidassy Dezsőné (Budapest)                                           |
| 1952 | Fehér Kálmán–Wolfné Peterdy Márta (SZOT)                                              |
| 1953 | Ádám András–Erdődi Gyuláné (Bp. Dózsa)                                                |
| 1954 | Sikorszky István–Wolfné Peterdy Márta (Bp. Vasas)                                     |
| 1955 | Bujtor Frigyes–Jávori Márta (Bp. Dózsa)                                               |
| 1956 | Sikorszky István–Wolfné Peterdy Márta (Bp. Vasas)                                     |
| 1957 | Pálinkás István–Pete Vincéné (Vasas SC)                                               |
| 1958 | Katona Zoltán–Slezák Lászlóné (Újpesti Dózsa)                                         |
| 1959 | Gulyás István–Erdődi Gyuláné (Újpesti Dózsa)                                          |
| 1960 | Szikszay András (Vasas SC)–Broszmann Zsófia (Diósgyőri VTK)                           |
| 1961 | Gulyás István (Újpesti Dózsa)–Bardóczy Klára (Bp. Honvéd)                             |
| 1962 | Gulyás István (Újpesti Dózsa)–Bardóczy Klára (Bp. Honvéd)                             |
| 1963 | Gulyás István (Újpesti Dózsa)–Bardóczy Klára (Bp. Honvéd)                             |
| 1964 | Szikszay András–Polgár Erzsébet (Újpesti Dózsa)                                       |
| 1965 | Gulyás István (Újpesti Dózsa)–Bardóczy Klára (Bp. Honvéd)                             |
| 1966 | Gulyás István (Újpesti Dózsa)–Bardóczy Klára (Bp. Honvéd)                             |
| 1967 | Gulyás István–Borka Katalin (Újpesti Dózsa)                                           |
| 1968 | Komáromy Ferenc–Szabó Éva (Vasas SC)                                                  |
| 1969 | Gulyás István–Borka Katalin (Újpesti Dózsa)                                           |
| 1970 | Gulyás István–Borka Katalin (Újpesti Dózsa)                                           |
| 1971 | Machán Róbert (Bp. Honvéd)–Szabó Éva (Vasas SC)                                       |
| 1972 | Machán Róbert (Bp. Honvéd)–Szabó Éva (Vasas SC)                                       |
| 1973 | Machán Róbert (Bp. Honvéd)–Szabó Éva (Vasas SC)                                       |
| 1974 | Machán Róbert (Bp. Honvéd)–Szabó Éva (Vasas SC)                                       |
| 1975 | Machán Róbert (Bp. Honvéd)–Szabó Éva (Vasas SC)                                       |
| 1976 | Machán Róbert (Bp. Honvéd)–Szabó Éva (Vasas SC)                                       |
| 1977 | Machán Róbert (NIM SE)–Szabó Éva (Vasas SC)                                           |
| 1978 | Machán Róbert (NIM SE)–Szabó Éva (Vasas SC)                                           |
| 1979 | Machán Róbert (NIM SE)–Lakingerné Szörényi Judit (BSE)                                |
| 1980 | Benyik János–Rózsavölgyi Éva (Újpesti Dózsa)                                          |
| 1981 | Kiss Sándor–Bartos Csilla (Bp. Spartacus)                                             |
| 1982 | Szőke Péter (MTK-VM)–Bartos Csilla (Bp. Spartacus)                                    |
| 1983 | Kiss Sándor–Bartos Csilla (Bp. Spartacus)                                             |
| 1984 | Szikszay Attila–Szikszay Réka (Bp. Spartacus)                                         |
| 1985 | dr. Zsiga László–Rózsavölgyi Éva (Újpesti Dózsa)                                      |
| 1986 | Kiss Sándor–Szikszay Réka (Bp. Spartacus)                                             |
| 1987 | Markovits László–Csurgó Virág (Bp. Spartacus)                                         |
| 1988 | Noszály Sándor–Noszály Andrea (Bp. Honvéd)                                            |
| 1989 | Markovits László (Vasas SC)–Schmitt Petra (Bp. Honvéd)                                |
| 1990 | Markovits László (Vasas SC)–Schmitt Petra (Bp. Honvéd)                                |
| 1991 | Markovits László (Vasas SC)–Schmitt Gréta (Bp. Honvéd)                                |
| 1992 | Markovits László–Földényi Annamária (Vasas SC)                                        |
| 1993 | Sávolt Attila–Temesvári Andrea (Vasas SC)                                             |
| 1994 | Noszály Sándor (Vasas SC)–Noszály Andrea (Újpesti TE)                                 |
| 1995 | Pákay Péter (Vasas SC)–Ferenczi Tímea (Újpesti TE)                                    |
| 1996 | Szilágyi Csaba (LRI-Malév SC)–Mandula Petra (Vasas SC)                                |
| 1997 | Jancsó Miklós (Vasas SC)–Gubacsi Zsófia (Bp. Honvéd)                                  |
| 1998 | Madarassy Péter (MTK)–Mandula Petra (LRI-Malév SC)                                    |